# Ensliniana bidentata
Ensliniana bidentata là một loài ong trong họ Megachilidae. Loài này được Friese miêu tả khoa học đầu tiên năm 1899.